# 金亨錫
金亨錫（韓語：김형석），韓國作曲家、音樂製作人，被視為韓國舞曲元祖。保留音源版權超過1,200首，也是製作費歷代收入最高的作曲家（平均6億韓圓）。2017年為《姐姐們的 Slam Dunk 2》打造第二代Unnies，已欽點孔旻智擔任主領舞、舞蹈指導和編舞，指導初學詞曲創作的洪真英即興編曲，也成為全昭彌的校長。

## 腳註
1. ↑  意指師公，因為朴軫永(JYP)是全昭彌所屬社創辦人及製作人，朴軫永曾向金亨錫拜師學習創作歌曲，就輩份論，全昭彌是徒弟的徒弟，即徒孫。

## 外部連結
- NAVER （页面存档备份，存于）